# Charmensac
Charmensac est une commune française située dans le département du Cantal, en région Auvergne-Rhône-Alpes.

## Géographie

### Communes limitrophes
Les communes limitrophes sont  Auriac-l'Église, Bonnac, Molompize, Molèdes et Peyrusse.
| Molèdes  |            | Auriac-l'Église |
|          | Charmensac |                 |
| Peyrusse |            | Molompize       |

### Climat
Pour des articles plus généraux, voir Climat d'Auvergne-Rhône-Alpes et Climat du Cantal.
En 2010, le climat de la commune est de type climat océanique altéré, selon une étude du CNRS s'appuyant sur une série de données couvrant la période 1971-2000. En 2020, Météo-France publie une typologie des climats de la France métropolitaine dans laquelle la commune est exposée à un climat de montagne ou de marges de montagne et est dans la région climatique  Nord-est du Massif Central, caractérisée par une pluviométrie annuelle de 800 à 1 200 mm, bien répartie dans l’année. 
Pour la période 1971-2000, la température annuelle moyenne est de 9,2 °C, avec une amplitude thermique annuelle de 16 °C. Le cumul annuel moyen de précipitations est de 778 mm, avec 10,1 jours de précipitations en janvier et 6,7 jours en juillet. Pour la période 1991-2020, la température moyenne annuelle observée sur la station météorologique de Météo-France la plus proche, sur la commune de Massiac à 9 km à vol d'oiseau, est de 11,1 °C et le cumul annuel moyen de précipitations est de 633,4 mm,. Pour l'avenir, les paramètres climatiques de la commune estimés pour 2050 selon différents scénarios d'émission de gaz à effet de serre sont consultables sur un site dédié publié par Météo-France en novembre 2022.

## Urbanisme

### Typologie
Au 1er janvier 2024, Charmensac est catégorisée commune rurale à habitat très dispersé, selon la nouvelle grille communale de densité à 7 niveaux définie par l'Insee en 2022.
Elle est située hors unité urbaine et hors attraction des villes,.

### Occupation des sols
L'occupation des sols de la commune, telle qu'elle ressort de la base de données européenne d’occupation biophysique des sols Corine Land Cover (CLC), est marquée par l'importance des territoires agricoles (61,9 % en 2018), en diminution par rapport à 1990 (72,6 %). La répartition détaillée en 2018 est la suivante : 
zones agricoles hétérogènes (35,9 %), forêts (26,4 %), prairies (26 %), milieux à végétation arbustive et/ou herbacée (11,7 %). L'évolution de l’occupation des sols de la commune et de ses infrastructures peut être observée sur les différentes représentations cartographiques du territoire : la carte de Cassini (XVIIIe siècle), la carte d'état-major (1820-1866) et les cartes ou photos aériennes de l'IGN pour la période actuelle (1950 à aujourd'hui).

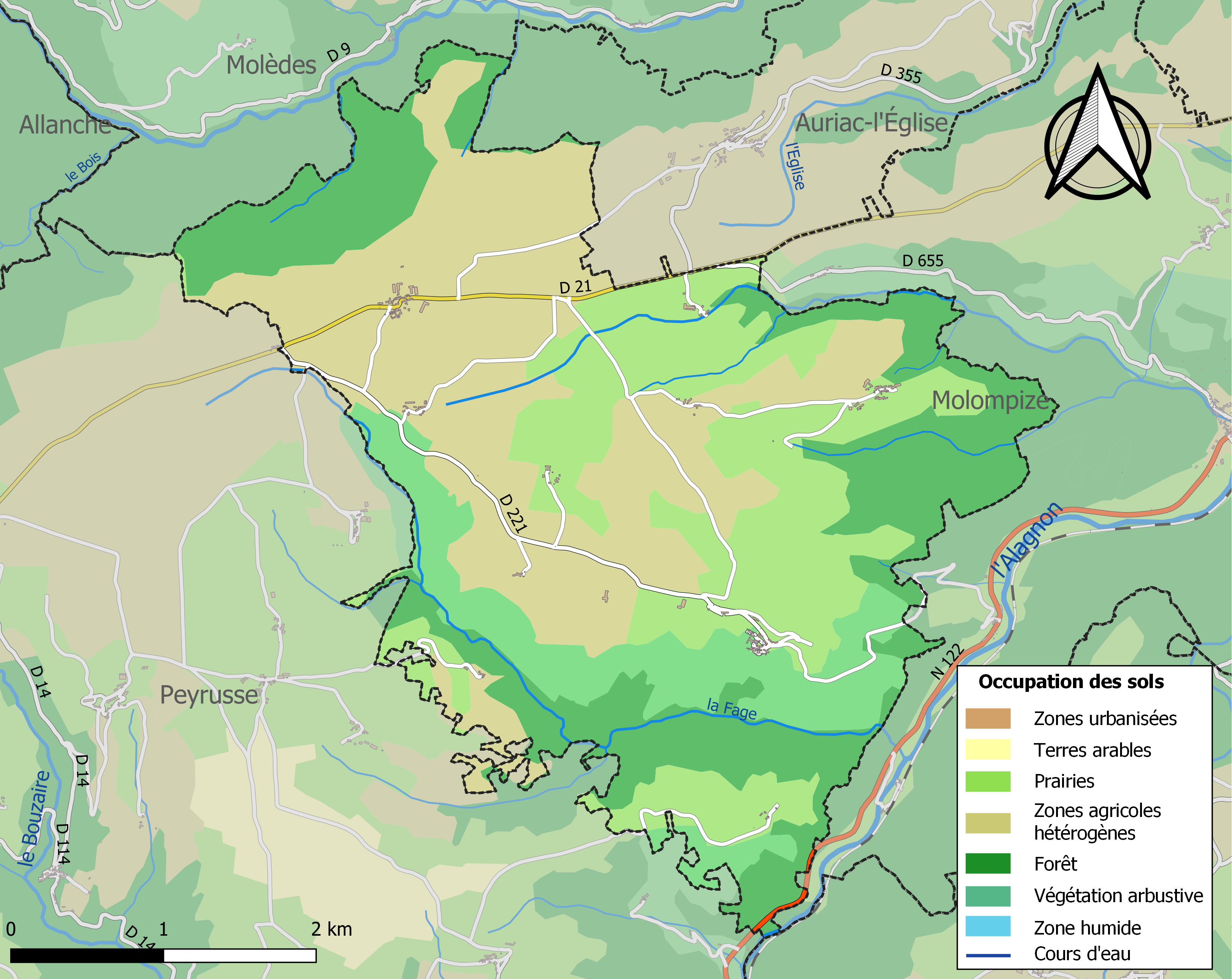
Carte des infrastructures et de l'occupation des sols de la commune en 2018 (CLC).

### Habitat et logement
En 2018, le nombre total de logements dans la commune était de 71, alors qu'il était de 65 en 2013 et de 61 en 2008.
Parmi ces logements, 54,9 % étaient des résidences principales, 24 % des résidences secondaires et 21,2 % des logements vacants. Ces logements étaient pour 100 % d'entre eux des maisons individuelles et pour 0 % des appartements.
Le tableau ci-dessous présente la typologie des logements à Charmensac en 2018 en comparaison avec celle du Cantal et de la France entière. Une caractéristique marquante du parc de logements est ainsi une proportion de résidences secondaires et logements occasionnels (24 %) supérieure à celle du département (20,4 %) et à celle de la France entière (9,7 %). Concernant le statut d'occupation de ces logements, 92,1 % des habitants de la commune sont propriétaires de leur logement (85 % en 2013), contre 70,4 % pour le Cantal et 57,5 pour la France entière.
| Typologie                                               | Charmensac | Cantal | France entière |
| ------------------------------------------------------- | ---------- | ------ | -------------- |
| Résidences principales (en %)                           | 54,9       | 67,7   | 82,1           |
| Résidences secondaires et logements occasionnels (en %) | 24         | 20,4   | 9,7            |
| Logements vacants (en %)                                | 21,2       | 11,9   | 8,2            |

## Toponymie
Charmensac nom par altération de carmentius
commune aux 13 villages : Charmensac, la Richard, la Pironnet, Maintaire, le Vaux, le Bru, le Mas, le Pouzat, la Tuilière, le Maigre, la Sagne, Zouet, le Cuze (cf Deribier 1852).

## Histoire

### Protohistoire
le plateau du bru a été habité très tôt par l'homme. Il est parcouru par des chemins de transhumance depuis des millénaires comme le prouve la présence du menhir des Mortagnes du Bru qui est situé près de la via celtica ou le Tumulus du Couderc des Morts, habitats de l'âge du fer qui est situé près du cimetière de Charmensac.
Situé au nord du Bru, des tessons de céramique ont été mentionnés dès 1954 au Suc du Lermu. Il a été fouillé en 2016 montrant l'existence d'une occupation datant du Ve siècle av. J.-C.

### Antiquité
Comme le montre les recherches d'Alphonse Vinatié, le plateau du Bru est largement habité à l'époque gallo-romaine. Succédant à la voie laténienne puis gauloise, une voie gallo-romaine Via Celtica reliant Brioude, Massiac, Figeac et Cahors passe par charmensac. 
Certains sites du plateau pourraient être le lieu d'anciennes villas gallo-romaines : La Sagne, Suc de Bourret, Le Maigre Noubia, Le Bru Les Clauzes, Maintaire champ du Lac, Pré de Charmensac...
Les fouilles du Suc de Lermu ont permis de montrer également une occupation tardo-antique datant du Ve – VIe siècle cohérente avec les invasions de la région (Wisigoths, puis Francs). Certaines céramiques trouvées sont des sigillées paléo-chrétiennes. Un moule de potier a été découvert à Charmensac.

### Moyen Âge
La via celtica va donner naissance à la via arvernha qui est l'un des chemins de pèlerinage vers Saint Jacques de Compostelle.
Les seigneurs de Charmensac sont la famille Léotoing-Charmensac à partir d'environ 1230 date à laquelle Béraud Ier de Léotoing épouse Isabeau de Charmensac. Ils habitent le chateau de Charmensac et y sont mentionnés en 1249.
Charmensac fait partie de la sénéchaussée d'Auvergne et plus spécifiquement de la justice locale d'Auriac.
25 juillet 1389 Jacques de Mercœur bat "les Anglais" au Bru et y fait édifier une chapelle commémorative.

### Époque moderne
La famille Léotoing-Charmensac restera propriétaire du chateau de Charmensac jusqu'en 1755, date à laquelle ils vendront le château et ce qui reste de la propriété. Entre-temps, certains seront aussi seigneurs de la Pironnée. Ils fondent deux chapelles dans l'église de Charmensac. En 1674 Gabriel se marie avec Gabrielle d'Anjony et fonde la famille Léotoing d'Anjony. Par mariage, les Léotoing feront alliance avec les Saunier du Pouzat et les La Vernède d'Auriac puis d'Aurouze et Bégoule.
Révolution française : épisode de la messe interdite au Maigre et de la déportation du curé Gleize.
Guerre de 1914-1918 : Des familles gravement endeuillées (3 ou 4 enfants dans la même famille).
Guerre de 1939-1945 : les parachutages alliés autour du Bru.

## Politique et administration

### Découpage territorial
La commune de Charmensac est membre de l'intercommunalité Hautes Terres Communauté, un établissement public de coopération intercommunale (EPCI) à fiscalité propre créé le 1er janvier 2017 dont le siège est à Murat. Ce dernier est par ailleurs membre d'autres groupements intercommunaux.
Sur le plan administratif, elle est rattachée à l'arrondissement de Saint-Flour, à la circonscription administrative de l'État du Cantal et à la région Auvergne-Rhône-Alpes.
Sur le plan électoral, elle dépend du canton de Murat pour l'élection des conseillers départementaux, depuis le redécoupage cantonal de 2014 entré en vigueur en 2015, et de la deuxième circonscription du Cantal  pour les élections législatives, depuis le dernier découpage électoral de 2010.

### Liste des maires
| Période | Période  | Identité                            | Étiquette | Qualité         |
| ------- | -------- | ----------------------------------- | --------- | --------------- |
| [1797]  | 1821     | Jacques Reynaud                     |           | Prêtre et maire |
| 1821    | 1830     | Pierre Escalin                      |           |                 |
| 1830    | 1857     | Bertrand Louis Morinot              |           |                 |
| 1857    | 1881     | Jean Baptiste Louis Édouard Morinot |           |                 |
| 1882    | 1884     | Antoine Ribeyre                     |           |                 |
| 1884    | 1886     | Théodore de Gayffier                |           |                 |
| 1887    | 1888     | Jean Rouby                          |           |                 |
| 1888    | 1902     | Édouard Morinot                     |           |                 |
| 1902    | 1912     | Pierre Passelaigue                  |           |                 |
| 1912    | 1929     | Auguste Ribeyre                     |           |                 |
| 1929    | 1937     | Pierre Sabatier                     |           |                 |
| 1937    | 1959     | Louis Rochette                      |           |                 |
| 1959    | 1971     | Eugène Mazin                        |           |                 |
| 1971    | 2008     | Roger Merle                         |           |                 |
| 2008    | 2020     | Bernard Raynaud                     | DVD       | Agriculteur     |
| 2020    | En cours | Christophe Soulier                  |           |                 |

## Démographie
L'évolution du nombre d'habitants est connue à travers les recensements de la population effectués dans la commune depuis 1793. Pour les communes de moins de 10 000 habitants, une enquête de recensement portant sur toute la population est réalisée tous les cinq ans, les populations de référence des années intermédiaires étant quant à elles estimées par interpolation ou extrapolation. Pour la commune, le premier recensement exhaustif entrant dans le cadre du nouveau dispositif a été réalisé en 2006.

En 2022, la commune comptait 72 habitants, en évolution de −14,29 % par rapport à 2016 (Cantal : −1,08 %, France hors Mayotte : +2,11 %).
| 1793 | 1800 | 1806 | 1821 | 1831 | 1836 | 1841 | 1846 | 1851 |
| ---- | ---- | ---- | ---- | ---- | ---- | ---- | ---- | ---- |
| 481  | 476  | 617  | 556  | 552  | 621  | 601  | 607  | 600  |

| 1856 | 1861 | 1866 | 1872 | 1876 | 1881 | 1886 | 1891 | 1896 |
| ---- | ---- | ---- | ---- | ---- | ---- | ---- | ---- | ---- |
| 602  | 530  | 529  | 492  | 505  | 502  | 463  | 455  | 412  |

| 1901 | 1906 | 1911 | 1921 | 1926 | 1931 | 1936 | 1946 | 1954 |
| ---- | ---- | ---- | ---- | ---- | ---- | ---- | ---- | ---- |
| 414  | 374  | 433  | 298  | 256  | 253  | 232  | 227  | 213  |

| 1962 | 1968 | 1975 | 1982 | 1990 | 1999 | 2006 | 2011 | 2016 |
| ---- | ---- | ---- | ---- | ---- | ---- | ---- | ---- | ---- |
| 198  | 164  | 140  | 118  | 118  | 130  | 99   | 83   | 84   |

| 2021 | 2022 | - | - | - | - | - | - | - |
| ---- | ---- | - | - | - | - | - | - | - |
| 77   | 72   | - | - | - | - | - | - | - |

## Culture locale et patrimoine

### Lieux et monuments
- Église Saint-Cyr-et-Sainte-Juliette.
- Chapelle au Bru du XIVe siècle.
- Ruines du château de Charmensac.
- Fours restaurés à Charmensac et à La Sagne.
- Grotte du Cuze.
- Point de vue au village du Cuze.
- Suc de l'Hermu : 4 occupations du néolithique au haut Moyen Âge

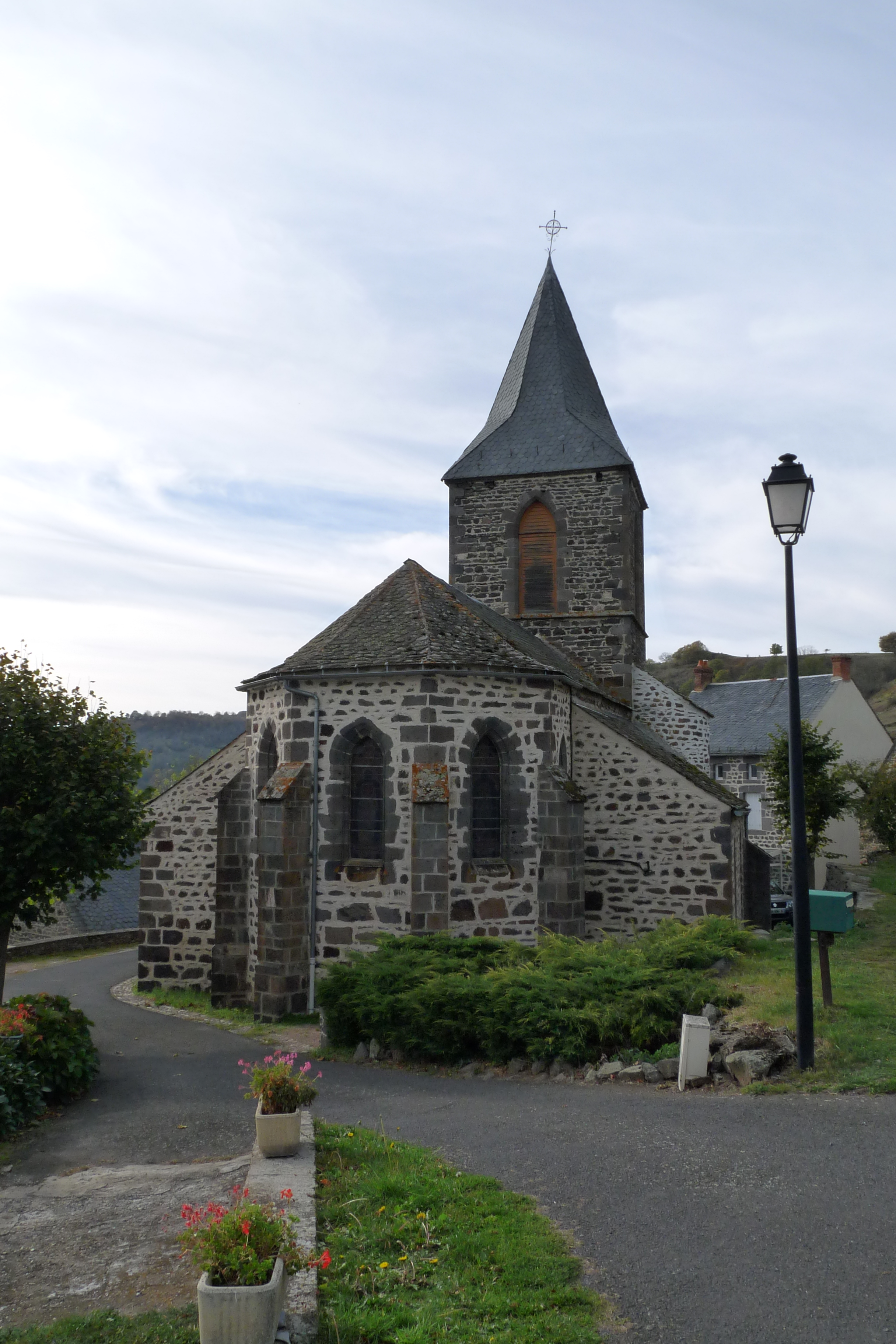
Vue extérieure de l'église Saint-Cyr-et-Sainte-Juliette.
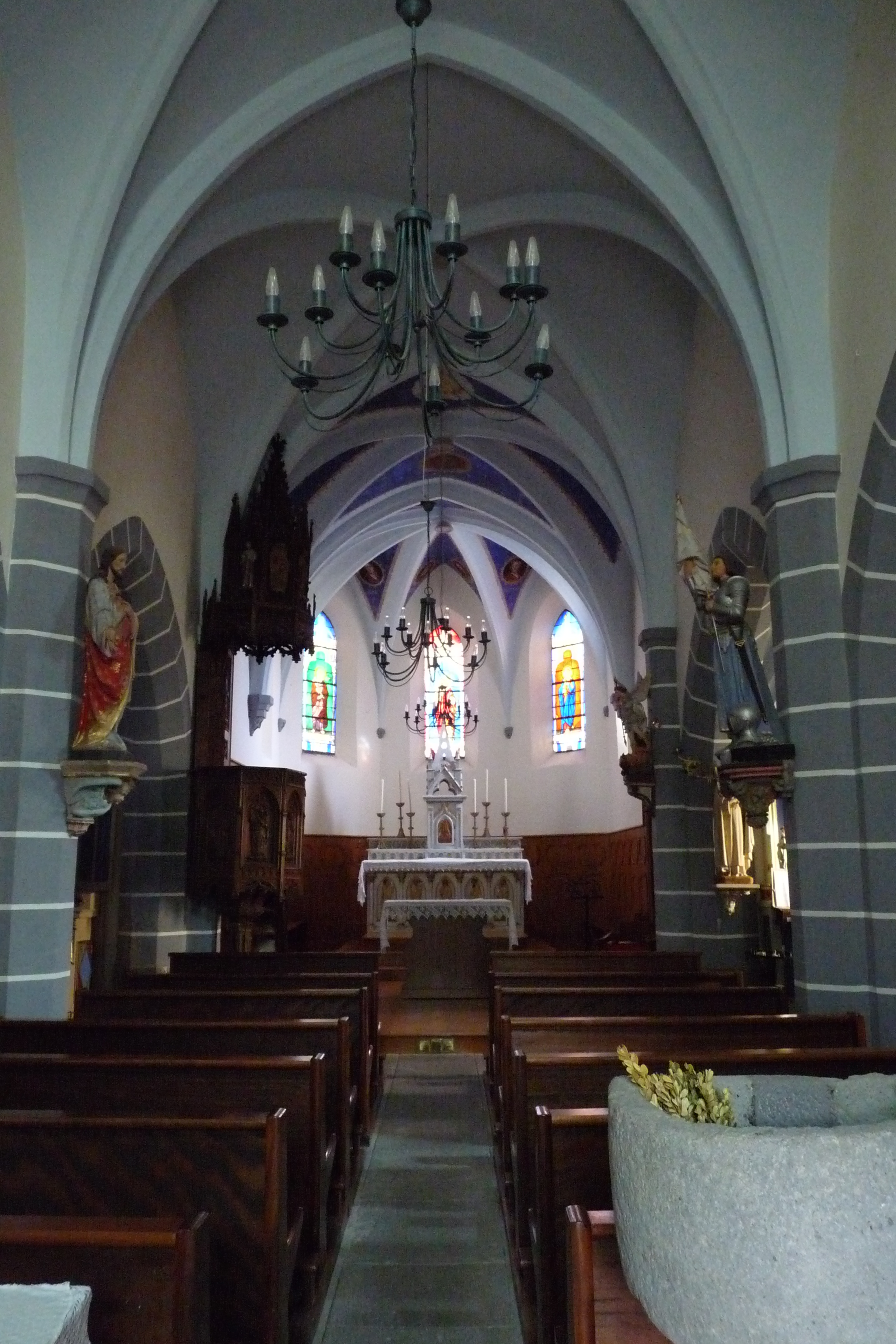
Chœur de l'église.
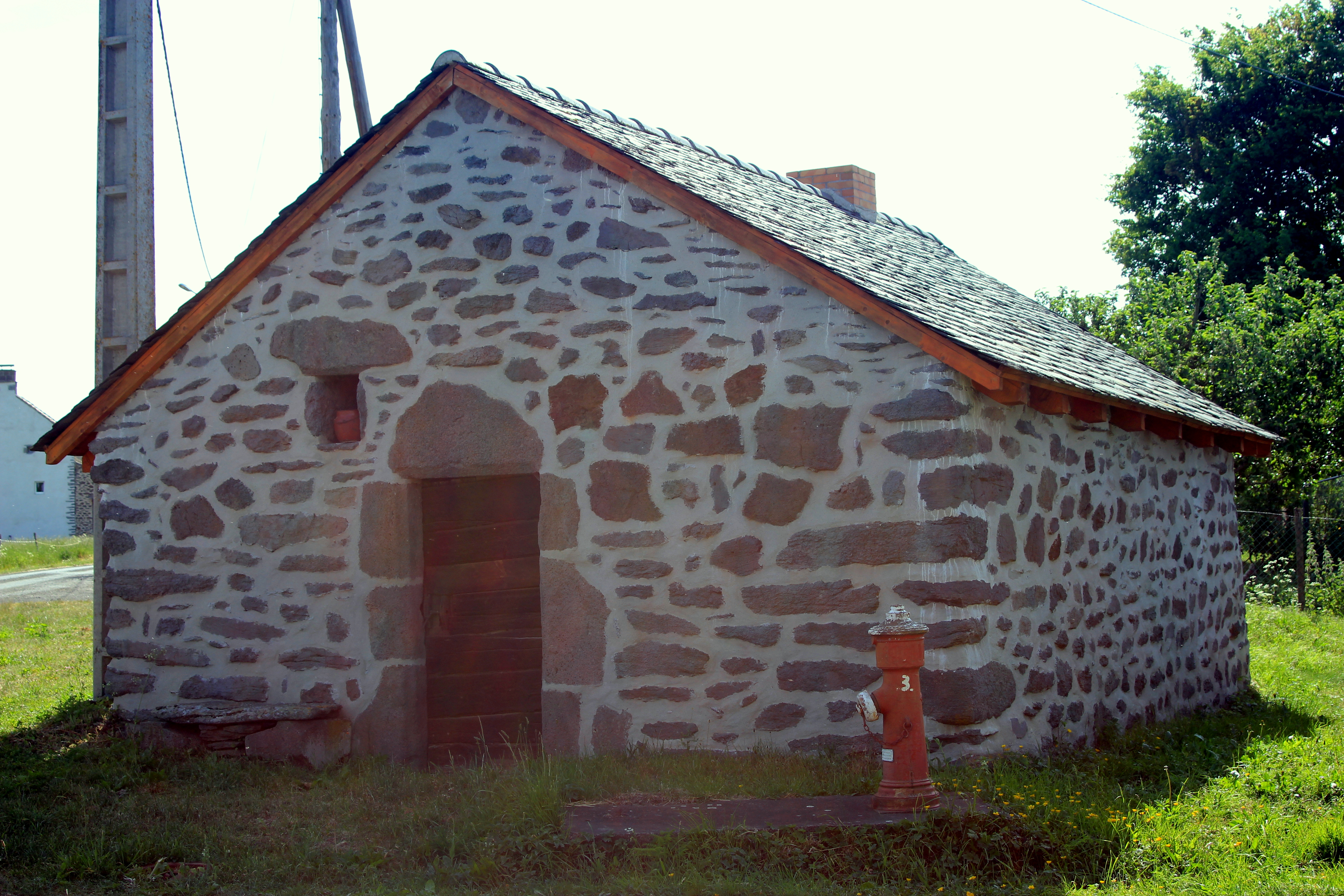
Four banal - La Sagne.
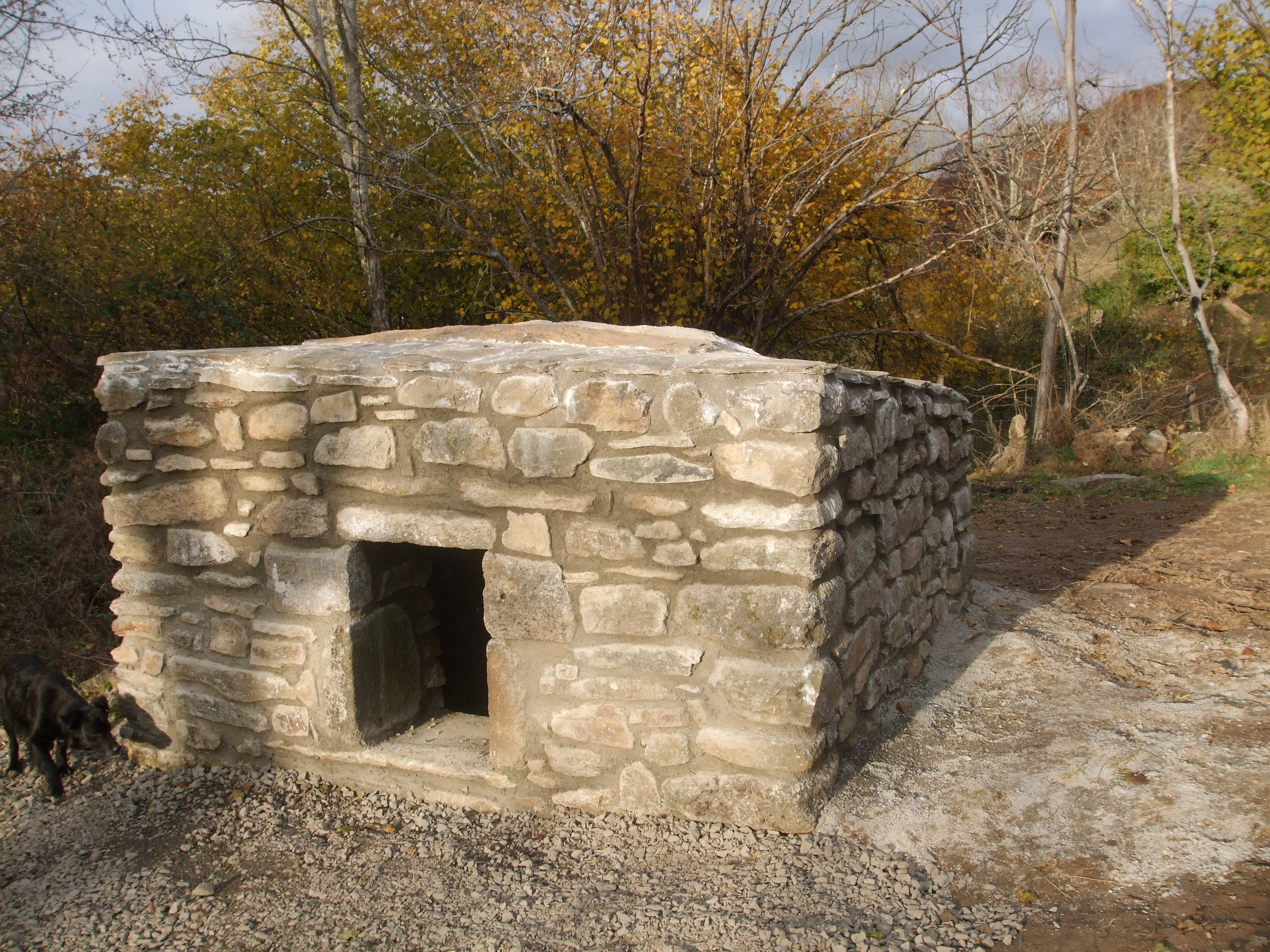
Puy carré - La Cuze.
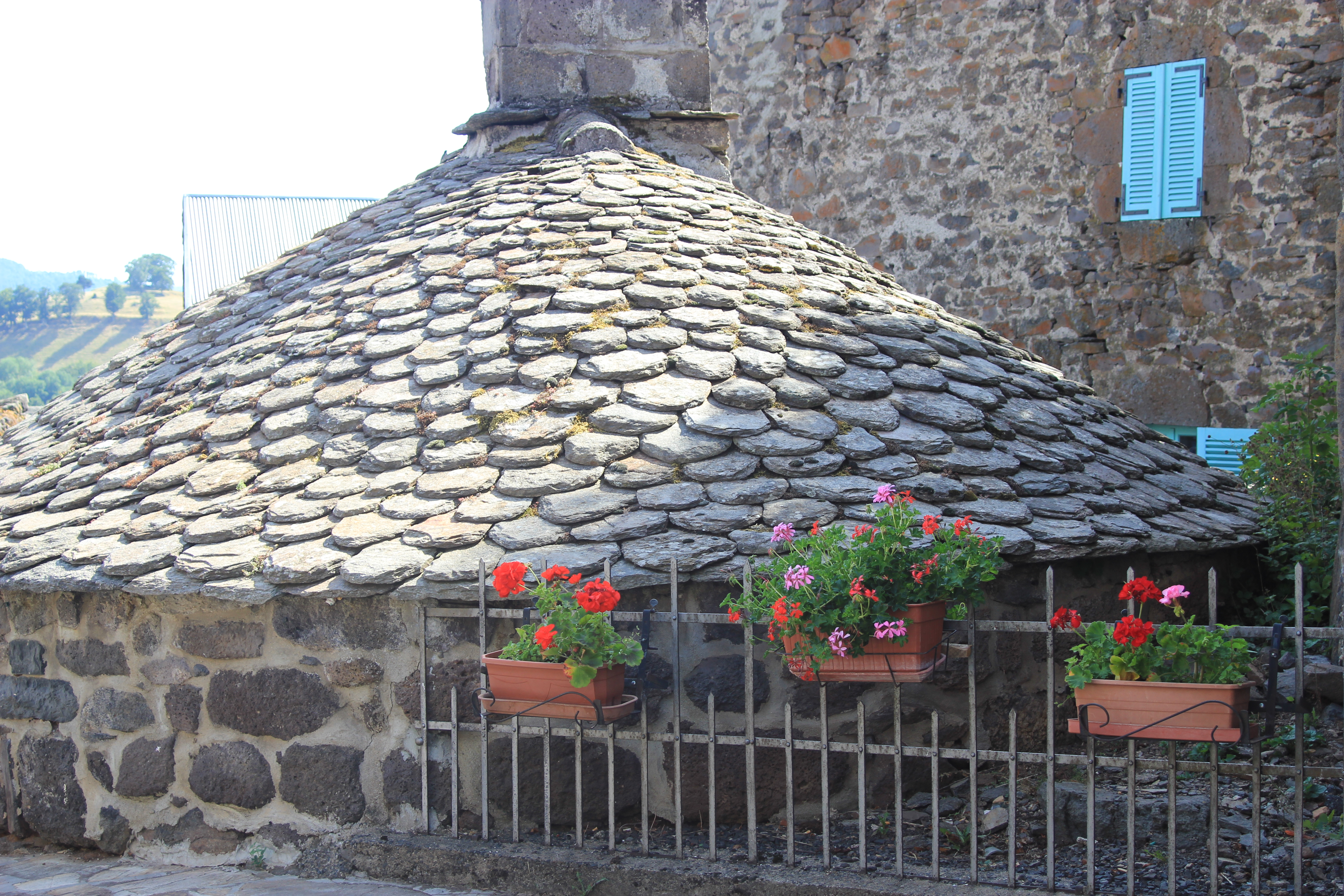
Four banal de Charmensac.

### Villages et Hameaux de la commune

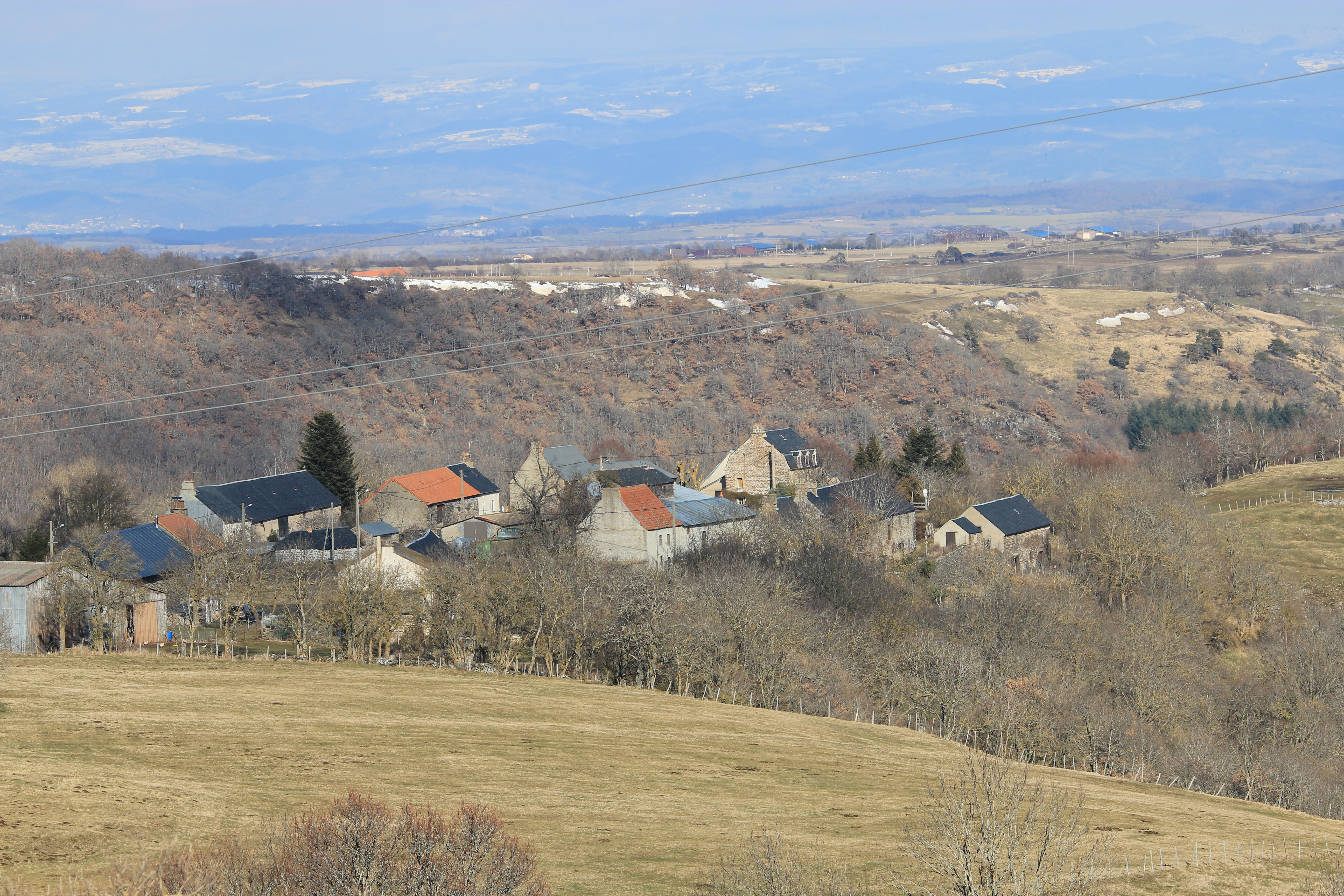
La Sagne.

- Charmensac

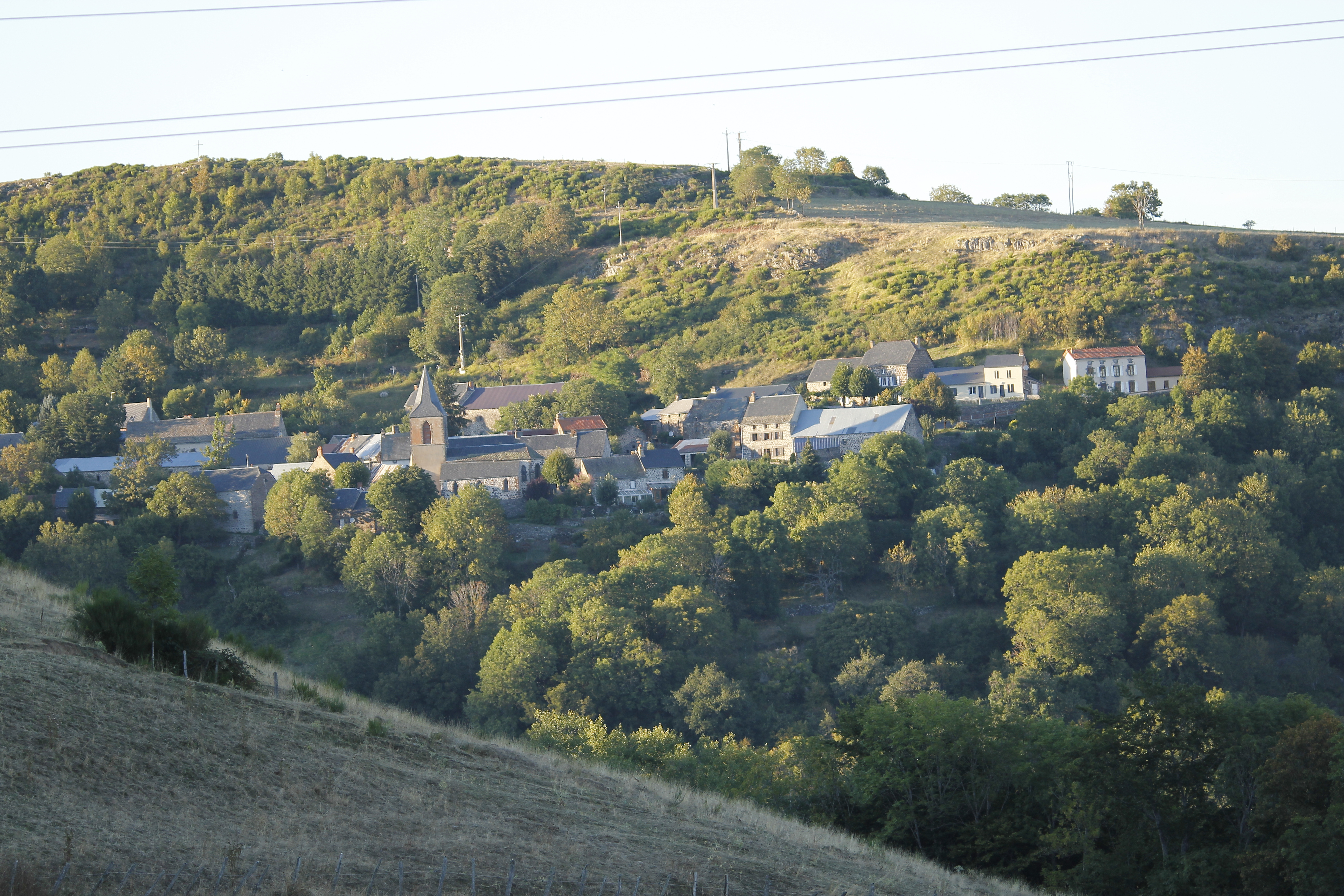
Charmensac.
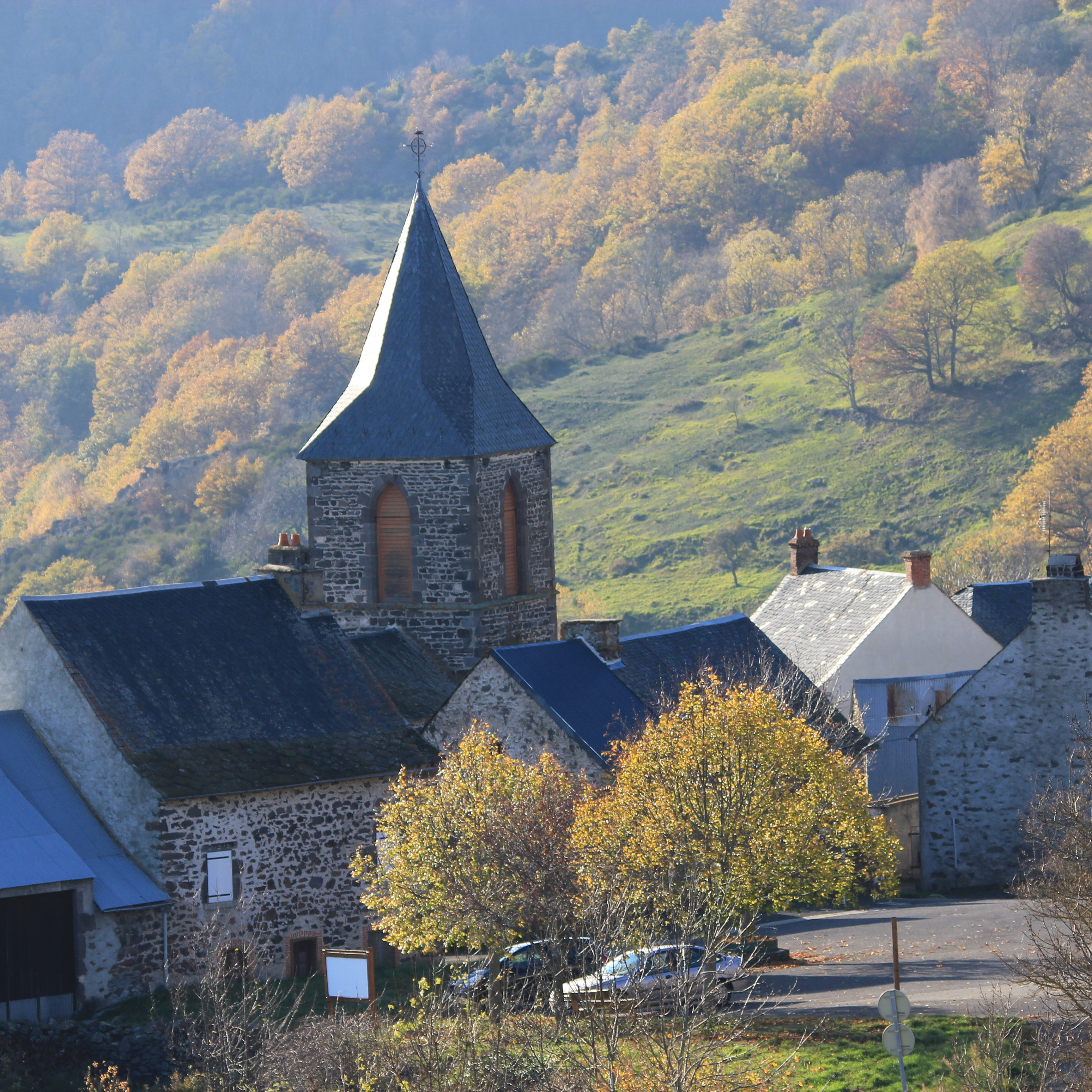
Charmensac.

- Le Bru
- La Sagne

- La Sagne.

- La Richard
- La Tuilière
- Le Maigre
- Maintaire
- Zouet
- Le Cuze
- Le Mas
- Vaux
- La Pironnet